# Mike Chioda
Mike Chioda là một trọng tài trong WWE anh hiện đang làm trọng tài trong WWe anh là một trọng tại WWE chuyên nghiệp người Mỹ.
Anh tham gia WWe vào năm 1989.
Chioda cũng đã thi đấu trong một trận đấu thực tế hợp tác với Chris Jericho và The Rockđể đưa các nhóm của nhóm The Dudley Boyz và trọng tài Nick Patrick vào một Smackdownvà Mike Chioda thắng.Sau các cuộc tấn công ngày 11 tháng 9 Chioda mặt một áo lá cờ Mỹ và trên áo trọng tài của mình.
Năm 2011.
Tại sự kiện WWE Over The Limt 2011, The MIz bước đầu đánh bại John Cena sau khi Chioda ghi âm điện thoại di động giọng nói của John Cena được chơi vào microphone ông nghe nó ông ra lệnh cho trận đấu khởi động lại và John Cena đánh bại The Miz và vẫn giữ được đai Wwe Championship.Ngày 15 tháng 8 năm 2011 Chioda đã bị đình chỉ trong 30 ngày do vi phạm đầu tiên của chương trình sức khoẻ tài năng của WWE.
Năm 2012
Ngày 1 tháng 4 anh sẽ là trọng tài giữa trận đấu John Cena và The Rock tại trận đấu Wrestlemania 28 và anh PIN The Rock.